# Nowhere to Run (Martha and the Vandellas)
Nowhere to Run è una canzone del gruppo pop femminile Martha and the Vandellas, pubblicata nel 1965 come singolo dall'etichetta discografica Gordy (Motown). Una delle più famose del trio, fu composta e prodotta dal team di compositori più importante della casa di produzione, Holland-Dozier-Holland, e racconta la storia di una donna intrappolata in un cattivo rapporto con un uomo che la considera solo come un oggetto dispensatore di piacere. Fu arrangiata in modo tale da avere la stessa strumentazione (eseguita dai Funk Brothers) e la stessa potenza sonora di Dancing in the Street. Vengono di fatto usate delle catene da neve come percussioni, insieme a un tamburello e una batteria.
Pubblicato sul loro terzo album, Dance Party, il brano arrivò al numero otto della Billboard Hot 100 e al numero cinque della "Billboard R&B Singles chart". Anche nel Regno Unito ottenne un grande successo, toccando il ventiseiesimo posto della classifica inglese.
Si trova alla posizione 358 della lista delle 500 migliori canzoni della storia redatta dalla rivista inglese Rolling Stone.

## Usi
- Il suo caratteristico suono degli ottoni e il suo coro resero Nowhere to Run un popolare inno, eseguito durante gli eventi sportivi nella sua versione originale o re-interpretato da una marching band. Inoltre venne spesso cantato dalle truppe americane durante la guerra del Vietnam e usato in molte serie televisive come Quantum Leap e Murphy Brown.
- La canzone occupa un posto di rilievo nella colonna sonora del film del 1987 Good Morning, Vietnam interpretato da Robin Williams.
- Il brano venne usato da Sky News come sottofondo per la pubblicità del Dibattito elettorale del Regno Unito del 2010.
- Il pezzo è contenuto all'interno della ost dei videogiochi "Battlefield Vietnam" (per PC) e "Spec Ops: The Line".
- Nowhere to Run figura nel film sperimentale di Andy Warhol del 1965 Vinyl.
- Questa canzone è presente anche nelle pellicole Allarme rosso di Tony Scott (1995) e Al di là della vita di Martin Scorsese (1999).
- Il brano figura inoltre nel film del 2020 Da 5 Bloods di Spike Lee.

## Cover
- Laura Nyro fece una cover del pezzo per il suo album del 1971  Gonna Take a Miracle, con i cori delle Labelle.
- Arnold McCuller fece una versione disco di Nowhere to Run che apparve nella colonna sonora del film "I guerrieri della notte" del 1979.
- Un frammento della canzone venne cantato da Patti Scialfa come parte dell'introduzione all'apparizione dei Bruce Springsteen and the E Street Band, che eseguirono Cover Me, che venne inclusa nell'album live Live/1975-85.
- La canzone è stata campionata dai NWA per la loro hit del 1991, 100 Miles and Runnin ' e dai Gravediggaz per Nowhere to Run, Nowhere to Hide (che venne utilizzata nel film del 1991 "The Commitments", interpretato da Niamh Kavanagh).
- Una cover ska del pezzo fatta da John Avila è stata inclusa nel suo disco An Extremely Goofy Movie.
- Una versione di Nowhere to Run di Stephen Cummings fu usata come accompagnamento sonoro nel film "The Crossing" (1990).
- Una cover della canzone in lingua vietnamita eseguita da Khanh Ha apparve in Gleaming the Cube.
- Secondo i collaboratori di Janet Jackson Jimmy Jam e Terry Lewis, ella ebbe in mente di fare una cover del brano per il suo album del 1989 Rhythm Nation of Janet Jackson 1814. Ma invece, scelse di fare una composizione totalmente originale ispirata all'approccio dance-pop di Nowhere to Run, intitolandola Escapade.
- Una cover power pop del pezzo fu registrata dai The Knack per il loro disco del 2002 Serious Fun.[3]
- Phil Collins incise una cover di Nowhere to Run durante le sessioni del 2010 dell'album Going Back.
- Il cantante R&B Lloyd campionò la canzone per la sua più grande hit Dedication to My Ex (Miss That), pubblicata su King of Hearts del 2011.
- Nel 3º episodio della seconda stagione de Lo straordinario mondo di Zoey, Zoey’s Extraordinary Dreams, Nowhere to Run viene cantata a pezzi dalla protagonista durante tutto l’episodio, Jane Levy.

## Lato B
Il b-side del singolo, Motoring fu composto da William Stevenson e Ivy Jo Hunter. Si presenta come un pezzo molto più classico e convenzionale del suo lato A. La cosa che lo accomuna con quest'ultimo è infatti solo la strumentazione che, se si escludono le catene da neve, è esattamente la stessa. Tuttavia anch'esso ebbe una sua discreta popolarità, come testimoniato dalla cover fatta dai The Who.

## Formazione

### The Vandellas
- Martha Reeves: voce
- Rosalind Ashford & Betty Kelly: coro

### Produzione
- Lamont Dozier e Brian Holland: produzione

### Musicisti di supporto
- The Funk Brothers: tutti gli strumenti
  - Richard "Pistol" Allen: batteria
  - James Jamerson: basso
  - Earl Van Dyke: piano elettrico
  - Jack Ashford: percussioni, tamborino, vibrafono
  - Ivy Jo Hunter: catene da neve
  - Robert White: chitarra
  - Eddie Willis: chitarra